# Are All Men Pedophiles?
Are All Men Pedophiles? (zu deutsch ‚Sind alle Männer pädophil?‘) ist ein preisgekrönter Dokumentarfilm aus dem Jahr 2012 des niederländischen Filmemachers Jan-Willem Breure über Pädophilie. Der Film hatte seine Weltpremiere am 2. März 2012 beim Queens Weltfilmfestival in New York City und wurde bei verschiedenen Filmfestivals gezeigt.

## Inhalt
Der Film mit dem Slogan „Eighteen Is Just A Number“ (‚Achtzehn ist nur eine Zahl‘) stellt die These auf, alle Männer seien hebephil, das heißt, dass Männer Teenager sexuell attraktiv fänden. Er argumentiert, dass die Gesellschaft zwischen hebephiler Neigung und der realen pädo-sexuellen Attraktion zu Kindern unter 13 Jahren unterscheiden müsse. Wir leben in einer Gesellschaft, die Pädophile verurteilt, obwohl biologische Instinkte und Weltkulturen im Laufe der Geschichte darauf hindeuten, dass eine Anziehungskraft auf Jugendliche ebenso natürlich wie unvermeidlich ist. Einerseits sexualisiert die Modeindustrie immer jüngere Mädchen, während diejenigen, die nach diesen Instinkten handeln, geschmäht werden. Die scheinbare Heuchelei im Herzen der Gesellschaft drängt die Frage auf: Was meinen wir dann, wenn wir von Pädophilie sprechen?
Aufgezeigt werden dabei die Konsequenzen der Generalisierung von „Pädophilie“, die dazu geführt habe, dass in der Gesetzgebung alle Männer als potenzielle Pädophile betrachten würden. Fluglinien hätten verhindert, dass Männer neben unbegleiteten Minderjährigen Kindern sitzen dürfen, Buchhändler hätten Männer aus der Kinderabteilung verbannt und Kinderbetreuungen hätten Vätern den Zutritt zu den Einrichtungen verboten.

## Handlung
Die Dokumentation beginnt mit Nachrichtenmeldungen aus der ganzen Welt über Fälle von mutmaßlicher Pädophilie von Prominenten, wie zum Beispiel Michael Jackson oder auch zahlreichen kirchlichen Würdenträgern und auch Ärzten. Er stellt Pädophilie auch aus einer kulturellen und professionellen Perspektive mit Hilfe von verschiedenen Experten, Neurowissenschaftlern, Psychologen, Sexologen und Modelscouts dar. So würde die Bevorzugung sehr junger Sexualpartner aus dem Wunsch nach Jungfräulichkeit entspringen, was kulturell gesehen ein Garantie für die eigene Nachkommenschaft darstellte. Für Frauen würden im Gegenzug die erfahrenen, älteren Väter für ihre Kinder eine Garant für „gute“ Gene bieten.
Eine Analyse der Entwicklung der Altersgrenze wird als Graphik angezeigt und soll deutlich machen, dass sich das Eintrittsalter der ersten Sexuellen Erfahrungen von Kindern immer weiter nach vorn verschoben hätte. Dazu werden Ergebnisse von Umfragen filmisch dargeboten, in welchen sich Jugendliche äußern, in welchem Alter sie das erste Mal Sex hatten. Hier schwanken die Angaben von 8 bis 18 Jahren. Sexologe Yuri Ohlrichs erklärt, dass das Durchschnittsalter bei 16 Jahren liegen würde. Dieses Alter würde sich auch in verschiedenen Fernsehsendungen wieder spiegeln, deren Mindestalter für 16 freigegeben wurde, wie bei MTV, Teen Mom oder My Super Sweet 16. In den Medien werden dabei, speziell in Japan, kindliche Formen bei jungen Mädchen verstärkt dargestellt, was sich besonders in Modezeitschriften wie Lolita und den Mangas wieder spiegelt.
Eine Jugendliche kommt zu Wort, die als Kind von ihrem Vater sexuell missbraucht wurde und berichtet von ihren Erfahrungen und Ängsten. Anschließend erklärt Sexologe Yuri Ohlrichs die Definition von Pädophilie im Unterschied zur Infantophilie, wozu Handlungen bei Kindern unter 3 Jahren gerechnet werden und zur Hebephilie. Danach werden Erwachsene interviewt, die sich offen zu ihren Neigungen bekennen. So auch eine Lehrerin, die mit ihren 13-jährigen Schülern sexuellen Kontakt hatte.
Die Dokumentation geht auch auf Kinderpornografie ein, die einen großen Wirtschaftlichen Aspekt besitzt und sich Kinder immer öfter freiwillig dazu durchringen, schnell und einfach Geld zu verdienen. Dabei reicht die Bandbreite von direkter Prostitution von Jungen und Mädchen bis hin zum virtuellen Sex durch gepostete Nacktfotos. Das alles wird durch die zunehmende Zahl von Handys und der Internetnutzung forciert. In den USA würden 36 % solcher Sex-Offerten von Kindern selbst stammen.
Erläutert wird auch, dass Pädophilie im Gegensatz zur sexuellen Orientierung keine Neigung darstellt, die genetisch bedingten Bedürfnissen folgt, sondern wo der Mensch eine Wahlfreiheit besitzt. Das bietet zugleich die Chance einer Behandlung über pädagogische oder medizinische Hilfe.
Entsprechen dem Eingangsslogan „Eighteen Is Just A Number“ und bringt die Dokumentation die Hauptbehauptung zum Ausdruck, dass alle Männer hebephil sind, was durch den Film belegt wurde und die Gesellschaft zwischen dieser und echter Pädophilie unterscheiden muss – einer primären oder ausschließlichen sexuellen Anziehungskraft auf vorpubertäre Kinder.

## Hintergrund
Abgesehen von den Zuschüssen der Koninklijke Academie van Beeldende Kunsten wurde der Film privat finanziert, zum größten Teil von Breure selbst.

## Kritik
Der Film wurde kontrovers aufgenommen und diskutiert.
films.com schrieb: „Dieser kontroverse Dokumentarfilm konzentriert sich hauptsächlich auf die physische Attraktivität postpubertärer minderjähriger Teenager für bestimmte Männer und Frauen und argumentiert, dass Pädophilie nicht unnatürlich ist; kriminell und unmoralisch, ja, zu verschiedenen Zeiten und an verschiedenen Orten, aber nicht unnatürlich. Die Breite des Films lässt viel Raum, um den stark belasteten Begriff auszupacken, um psychologische, rechtliche, gesellschaftliche, historische, kulturelle, biologische und evolutionäre Gesichtspunkte zu berücksichtigen. Die Zeugenaussage eines Opfers von Pädophilie in der Kindheit bringt die Diskussion aus dem intellektuellen Bereich zurück in die gelebte Realität des sexuellen Missbrauchs von Erwachsenen an Jugendlichen, und Interviews mit einer straffälligen Pädophilenfrau und einem nicht straffälligen männlichen Pädophilen sind ebenfalls enthalten. Sind alle Männer Pädophile? ist ein wichtiger Überblick über ein zutiefst verstörendes Thema. Enthält ausgereifte Themen und explizite Sprache und Bilder.“
Die Internetseite watchdocumentaries.com fasste zusammen: „‚Are All Men Pedophiles‘ ist ein zum Nachdenken anregender Überblick über ein spaltendes und emotionales Thema. Es deckt auch die vielen Gefahren auf, denen Kinder ausgesetzt sind, und die systematische Verletzung ihrer Rechte durch die Gesellschaft.“
Im Fokus steht das Paradox einer allgegenwärtigen Sexualisierung von Teenagern in der westlichen Medien- und Popkultur, bei gleichzeitigem Straftatbestand des Geschlechtsverkehrs mit Minderjährigen.
Als Beispiel dieses Phänomens wird die Lolita-Subkultur genannt. Dies führte zu Protesten in einschlägigen Blogs dieser Fan-Gemeinde, die angab, der Film habe ihrer Szene-Kultur massiven Schaden zugefügt. Sie sehen die Infantilisierung und das Styling von erwachsenen Frauen wie Kinder allein als Mode und als Ausdruck von Selbststilisierung ohne jeden Bezug zu sexuellen Vorlieben oder Bedürfnissen.
Brande Victorian vom Magazin Clutch argumentierte: „In seiner einfachsten Definition ist ein Pädophiler ein Erwachsener, der sich sexuell zu Kindern hingezogen fühlt.“ „Dieser Film [deutet] an, dass alle Männer aufgrund der Bilder [in den Medien], die ihnen aufgezwungen werden, sozusagen ein wenig pädophil sein könnten.“ Es wäre falsch und unfair zu behaupten „dass Männer ihre sexuellen Wünsche nicht kontrollieren können.“

## Auszeichnungen
- Seksuologie Mediaprijs der Nederlandse Vereniging voor Seksuologie 2012, Bester Dokumentarfilm.[1]

## Befürwortung
Der Film wurde befürwortet vom Gründungsmitglied der ISSC (International Society for Sexuality).